# 100% Jesus
100% Jesus er det sjette album fra den danske rapgruppe Suspekt, som blev udgivet 17. februar 2017 på Tabu Records og Universal Music. Det er produceret af Rune Rask. Albummet opnåede en førsteplads på den danske iTunes-hitliste på udgivelsesdagen.

## Spor
| #   | Titel                                            | Tekst                               | Musik     | Længde |
| --- | ------------------------------------------------ | ----------------------------------- | --------- | ------ |
| 1.  | "23 Kroner / Solfar"                             | Andreas Bai Duelund, Emil Simonsen  | Rune Rask | 8:33   |
| 2.  | "Står Stadig"                                    | Duelund, Simonsen                   | Rask      | 4:30   |
| 3.  | "Hæld Op" (med Xander)                           | Duelund, Simonsen, Alexander Linnet | Rask      | 4:28   |
| 4.  | "Langt Væk Fra Vestegnen"                        | Duelund, Simonsen                   | Rask      | 2:52   |
| 5.  | "Ling's Sang" (med Simon Jul og Fribytterdrømme) | Duelund, Simonsen, Jul              | Rask      | 5:51   |
| 6.  | "Ingen Slukker I Star"                           | Duelund, Simonsen                   | Rask      | 2:20   |
| 7.  | "100% Jesus"                                     | Duelund, Simonsen                   | Rask      | 3:18   |
| 8.  | "Kriminel"                                       | Duelund, Simonsen                   | Rask      | 3:45   |
| 9.  | "Linen Ud" (med Benal)                           | Duelund, Simonsen, Benal            | Rask      | 5:47   |
| 10. | "Pilgrim"                                        | Duelund, Simonsen                   | Rask      | 5:23   |
| 11. | "Hun Blev Bare Så Glad"                          | Duelund, Simonsen                   | Rask      | 2:58   |